# Trichelodes delicatula
Trichelodes delicatula is een keversoort uit de familie spektorren (Dermestidae). De wetenschappelijke naam van de soort werd in 1935 gepubliceerd door Carter.